# Juneda
Juneda és una vila de Catalunya situada al nord de la comarca de les Garrigues, a la Vegueria de Ponent. Limita amb els termes garriguencs de Puiggròs (E), les Borges Blanques (SE), Cervià de les Garrigues (S), Castelldans (SW i W), un enclavat (el Masroig) de les Borges Blanques (W), amb el segrianenc de Puigverd de Lleida (NW) i amb Torregrossa (N), que pertany al Pla d'Urgell. Té un enclavament (l'Infern) entre els termes de Puiggròs (Garrigues) i Torregrossa (Pla d'Urgell). Pertany al Partit Judicial de les Borges Blanques i al Bisbat de Lleida.
Les terres del seu terme es troben entre el paisatge urgellenc, regat pel Canal d'Urgell i el paisatge garriguenc, propi de l'espai d'interès natural  d'Els Bessons i de les partides de l'Aranyó i de  Miravall. La superfície del terme municipal és de 47,35 km² i es troba a 264 metres d'altitud. Al sector sud del terme hi ha el Tossal Gros amb 482 metres d'altitud, prop del punt més alt del terme de 523 metres d'altitud, limítrof amb Cervià de les Garrigues. Al peu del municipi s'escorre el Riu Femosa, que travessa el terme des de l'est fins a l'oest; i en aquesta vall és on hi ha les terres més fèrtils del terme municipal, i també una bona colla d'assentaments prehistòrics. La població actualment es troba estabilitzada per sobre dels 3.000 habitants.

## Geografia
- Llista de topònims de Juneda (Orografia: muntanyes, serres, collades, indrets..; hidrografia: rius, fonts...; edificis: cases, masies, esglésies, etc).

## Demografia
| 1497 f | 1515 f | 1553 f | 1717 | 1787 | 1857  | 1877  | 1887  | 1900  | 1910  |
| ------ | ------ | ------ | ---- | ---- | ----- | ----- | ----- | ----- | ----- |
| 62     | 72     | 75     | 234  | 986  | 1.854 | 2.099 | 2.227 | 2.804 | 3.215 |

| 1920  | 1930  | 1940  | 1950  | 1960  | 1970  | 1981  | 1990  | 1992  | 1994  |
| ----- | ----- | ----- | ----- | ----- | ----- | ----- | ----- | ----- | ----- |
| 3.589 | 3.403 | 3.177 | 3.179 | 3.306 | 3.135 | 3.031 | 3.008 | 2.967 | 2.967 |

| 1996  | 1998  | 2000  | 2002  | 2004  | 2006  | 2008  | 2010  | 2012  | 2014  |
| ----- | ----- | ----- | ----- | ----- | ----- | ----- | ----- | ----- | ----- |
| 2.996 | 3.002 | 2.988 | 2.944 | 3.023 | 3.264 | 3.342 | 3.487 | 3.490 | 3.497 |

| 2016  | 2018  | 2020  | 2022  | 2024  | 2026 | 2028 | 2030 | 2032 | 2034 |
| ----- | ----- | ----- | ----- | ----- | ---- | ---- | ---- | ---- | ---- |
| 3.343 | 3.409 | 3.501 | 3.558 | 3.473 | -    | -    | -    | -    | -    |

## Història i patrimoni arquitectònic

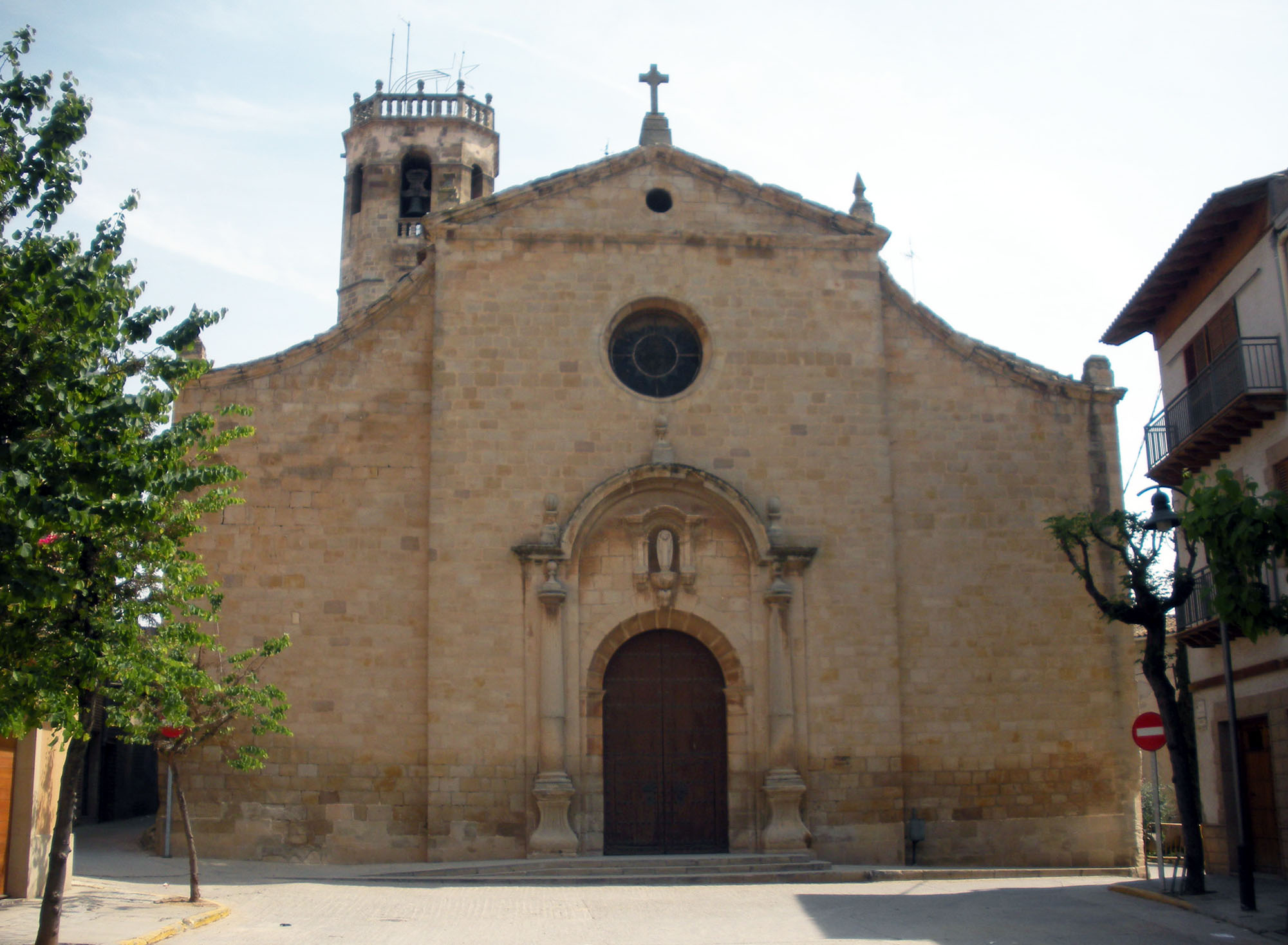
Església de la Transfiguració del Senyor

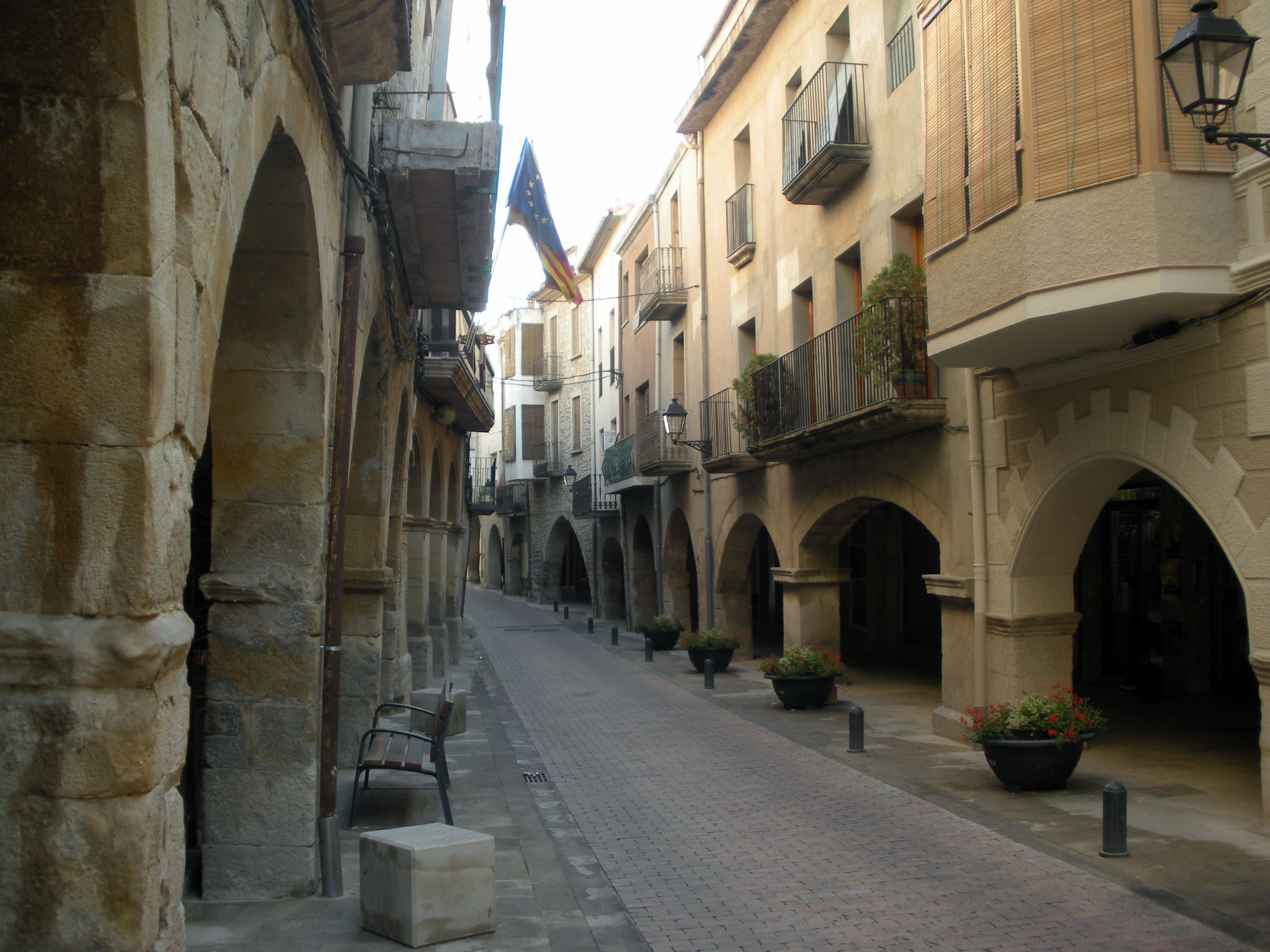
Carrer Major

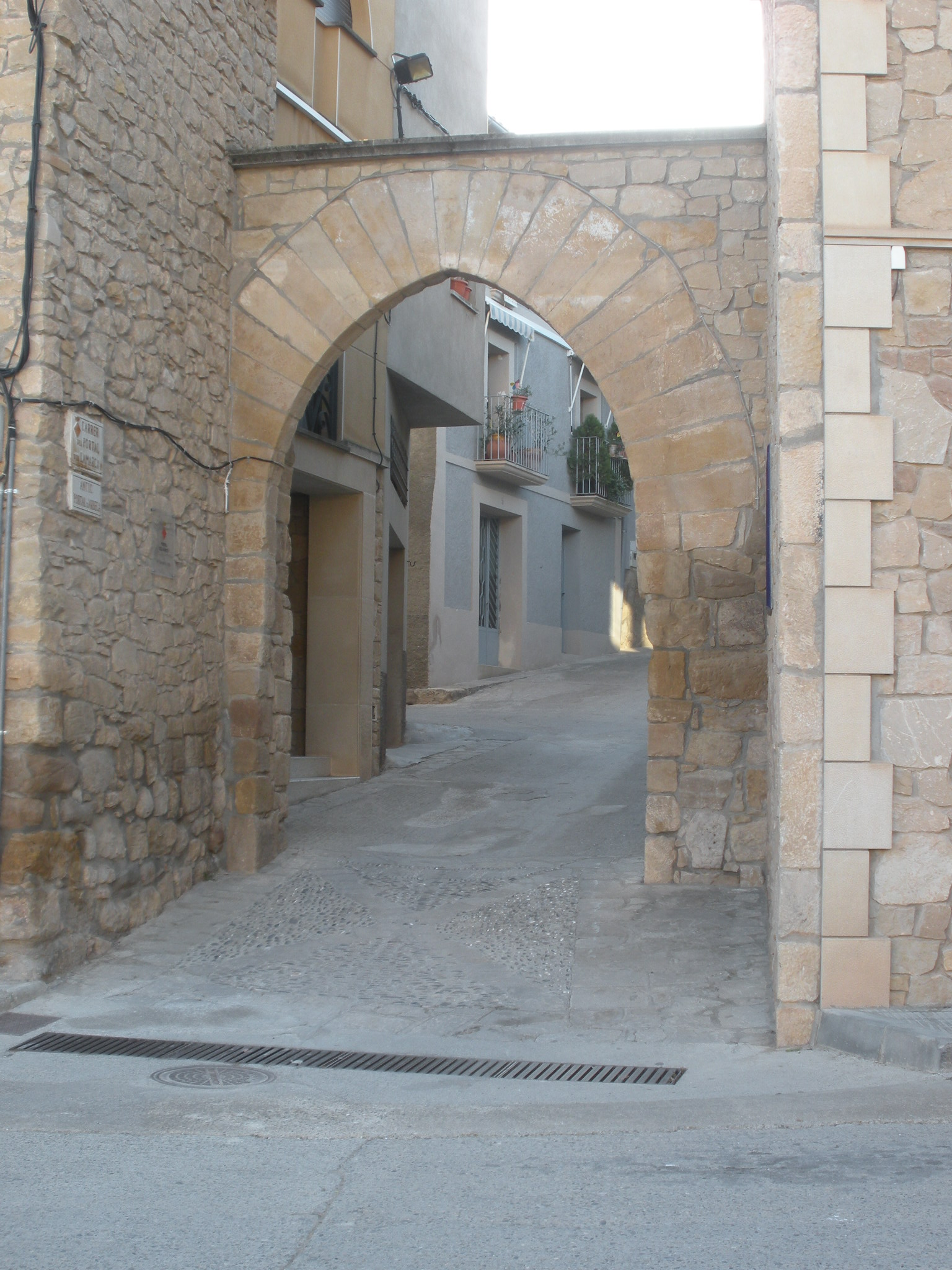
Portal Lamarca

L'etimologia de Juneda, segons els estudis fets per diversos lingüístics, té diverses interpretacions: 1) de l'arabista: refugi, lloc elevat/enlairat, jardí/hort, nom propi Junâda; 2) de la cèltica: cruïlla de camins, i 3) de la llatinista: família romana/nom romà, Junius/Junieta. Més enllà d'aquestes consideracions, les darreres investigacions fetes per Joan Coromines i Pere Balanyà, asseguren que el topònim de Juneda és, sens dubte, d'origen aràbic malgrat no coincidir en el significat.
La vila actual és d'origen medieval (però en el seu terme es troben restes de l'edat de bronze, dels ibers, de l'Imperi Romà i restes musulmanes d'al-Àndalus), i tenia un traçat emmurallat que formava la vila closa, un conjunt monumental amb carrers estrets, tortuosos i costeruts que envolten el turó del calvari, anomenat també la Costa. Avui encara es conserva, degudament restaurada, una de les portes gòtiques (segle XIV) d'accés: el Portal Lamarca, que era l'antic portal d'Arbeca, lloc on hi havia el castell en el qual residien els Ducs de Cardona, antics senyors d'aquesta vila de les Garrigues.
A la part més alta del centre històric, hi ha el Pou de gel, bastit a finals del segle xv o principis del XVI, perfectament conservat, i amb una capacitat de 300 m3, que servia per conservar i abastar de gel medicinal i altres medicaments la població. A sobre seu, la Plaça de les Tres Creus és un excel·lent mirador per contemplar la Plana d'Urgell. Al nucli antic es conserven algunes cases monumentals com l'antic  ajuntament de la vila, al carrer de la Carnisseria, i cal Col·lector, cal Xammar, cal Bosch,  Cal Calderó,  Vil·la Ramona, i Cal Guiu, al carrer de Pinell.
Al peu de la Vila closa es troba la plaça on hi ha edificada l'Església Parroquial dedicada a la Transfiguració del Senyor, d'estil barroc tardà amb un magnífic campanar vuitavat. Es va començar a construir l'any 1740 i fou consagrada el 17 de novembre de 1748. L'altar major barroc va ser destruït durant la Guerra Civil espanyola. Va ser considerat una joia del barroc acadèmic, fet per l'escultor Antoni  Ochando, de Constantí, i havia estat valorat com un dels millors altars de la Catalunya del segle xviii.
A la plaça de l'església s'hi troben també cases antigues, algunes recentment restaurades, com la casa Bragós (l'última que conserva l'antic traçat porxat de la plaça) i la casa Freixes, del segle xviii; també trobem cal Sec de l'Albi, al carrer del Forn, i cal Saprià, un magnífic exemple de casa palau neoclàssic amb esgrafiats, datada el 1798; al xamfrà amb el carrer Major connectant amb l'eixample de la vila (l'antic Raval), que conserva un traçat del carrer porxat d'estil popular, hi ha cases del segle xvi (Cal Fusteret), del XVII (ca la Sabatera, cal Cabeça, cal Tomaset), del xviii (cal Saprià, la Rectoria) i del XIX (cal Metge, l'Ajuntament o cal Barber).
La Botera és un carrer molt estret que antigament era el desguàs de les aigües del  carrer Major i ara connecta el  carrer Major amb el carrer del Doctor Cornudella, on durant molts anys hi va haver el Museu Etnològic i d'Arqueologia, traslladat actualment al complex cultural del Molí de la Cooperativa, al carrer Roger de Llúria. Aquí podem trobar-hi una important col·lecció d'estris, eines i màquines relacionades amb la vida rural, els oficis antics i el parament tradicional de la llar.
L’anomenat Molí de Baix, es tracta d’una arquitectura pre-industriar creada per aprofitar l’energia hidràulica de la Femosa. El cos central es el molí pròpiament, constant de una planta baixa i dos superiors. A la planta baixa actualment es conserven els mecanismes emprats l'any 1872. El primer pis superior es tractava de la sala de llímpia i moles i el segon pis era una residència que actualment està desapareguda. A l’ala lateral oest construïda l’any 1699, va ser utilitzada com a magatzem, fàbrica d’aiguardent i com a molí d’oli.
Construït eminentment amb carreus de pedra, morter de calç i murs de tàpia, destaca el pont de pedra i la bassa de l'entrada per retenir aigua.
Els usos històrics del molí varen ser:
- Des de l’origen fins a 1962: molí fariner
- Ala oest: Des de 1871 fins al 1891: fàbrica d’aiguardent
- Ala oest: Des de 1891 fins al 1915: molí d’oli
- Ala est: Des de 1871 fins a 1962: serradora de fusta
- Planta superior: des de 1871 fins a 1937: habitatge familiar.

## Economia
Juneda és una vila eminentment agrícola i ramadera. Hi ha un ampli sector d'indústries agroalimentàries vinculades a l'activitat de transformació i comercialització dels productes agrícoles. La ramaderia del porcí és una important font d'ingressos i amb ella cal relacionar les dues plantes de tractaments de purins. També cal destacar l'avicultura, especialment la cria de guatlles, els serveis i un incipient sector del comerç i la indústria com a altres àmbits de l'activitat laboral i econòmica de la vila.

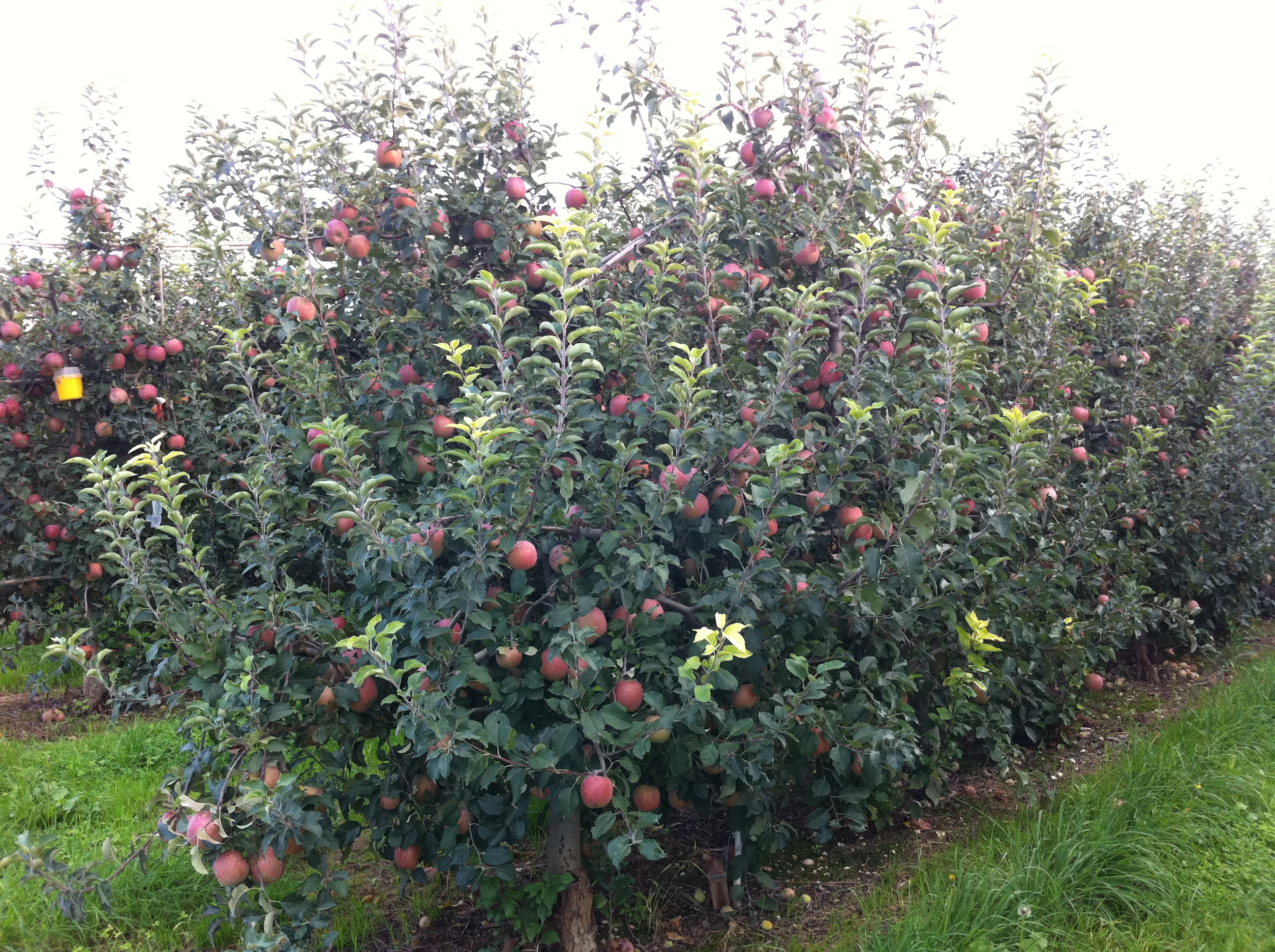
Explotació agrícola
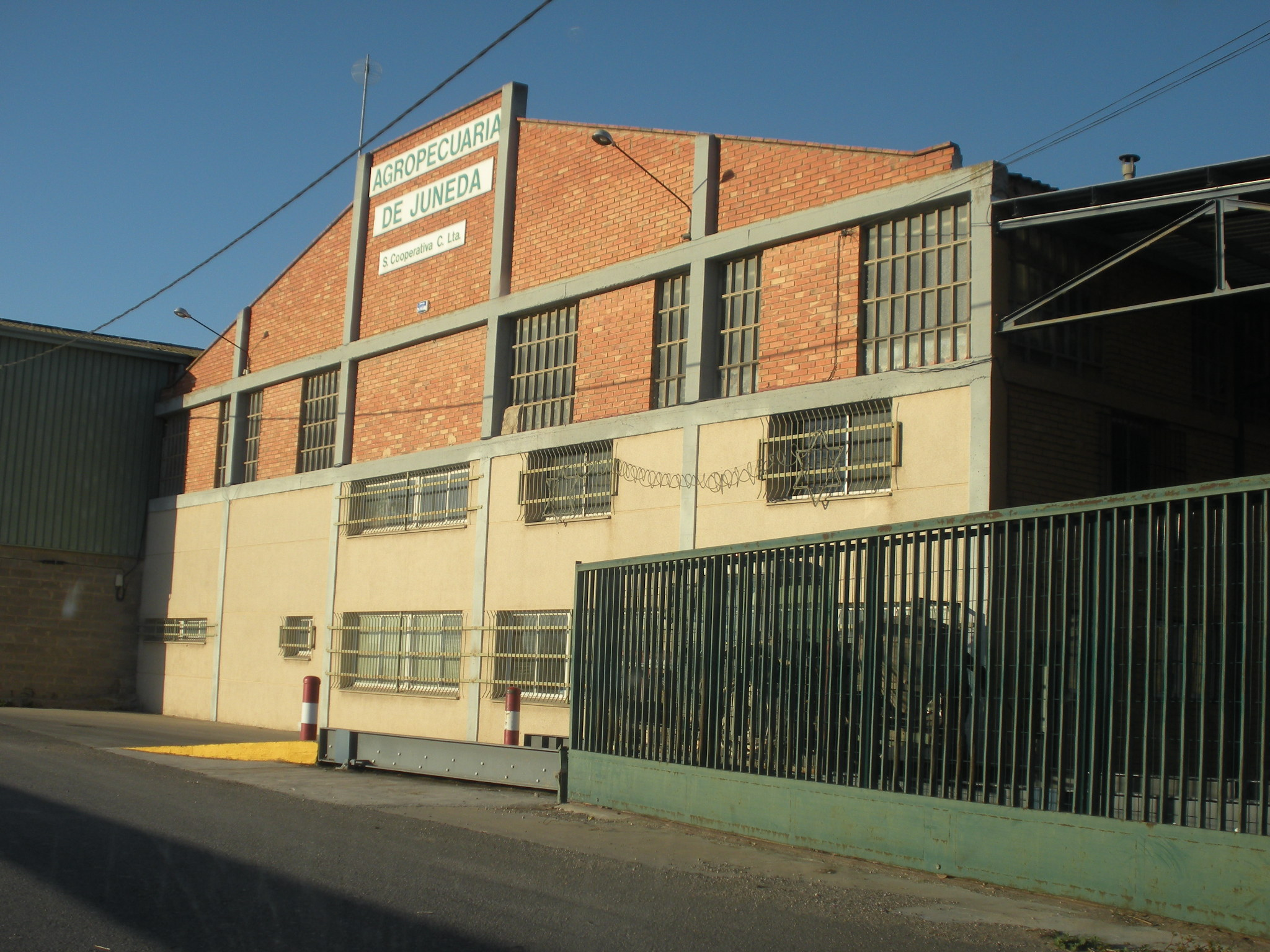
Cooperativa agropecuària
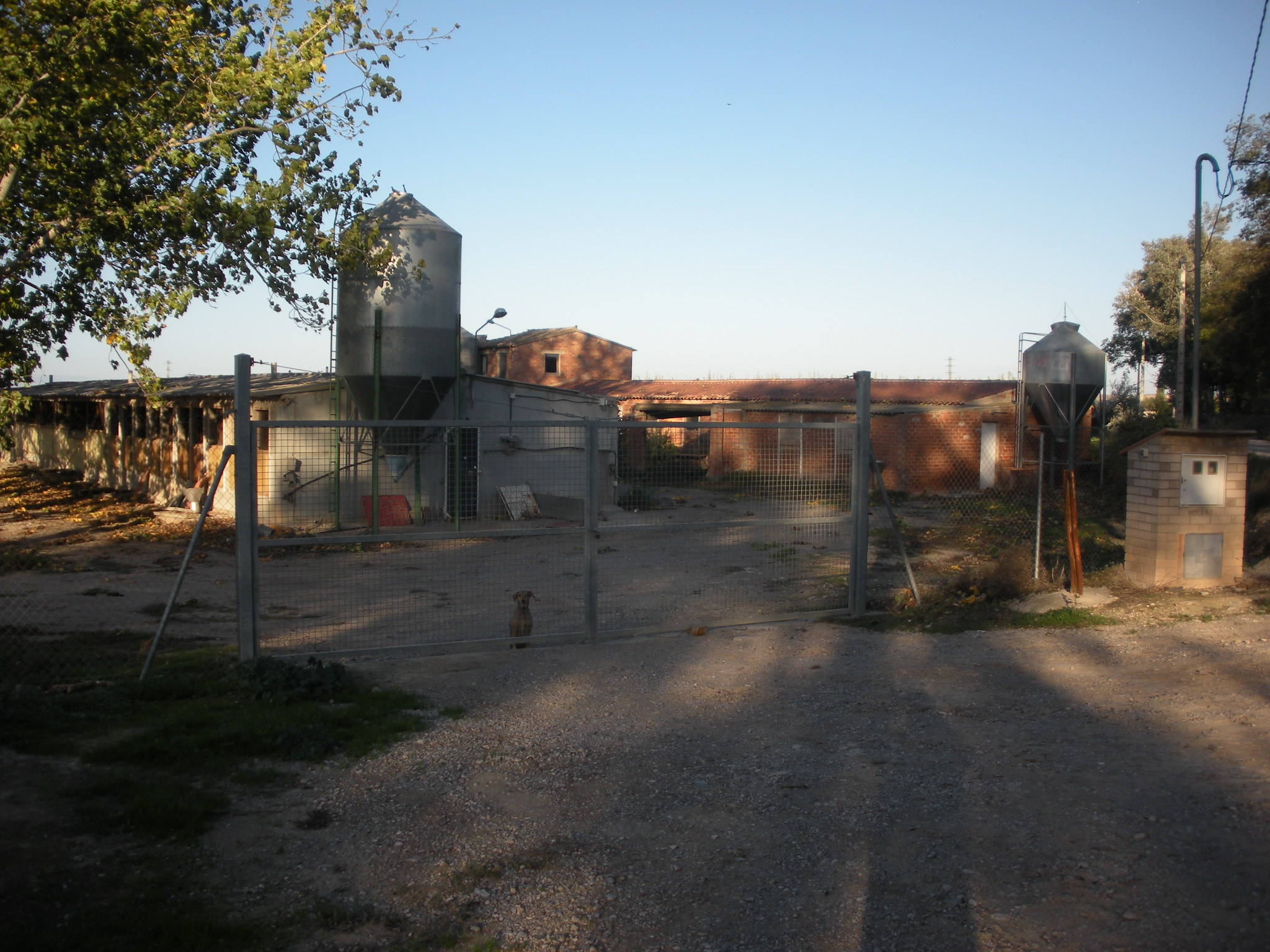
Explotació ramadera
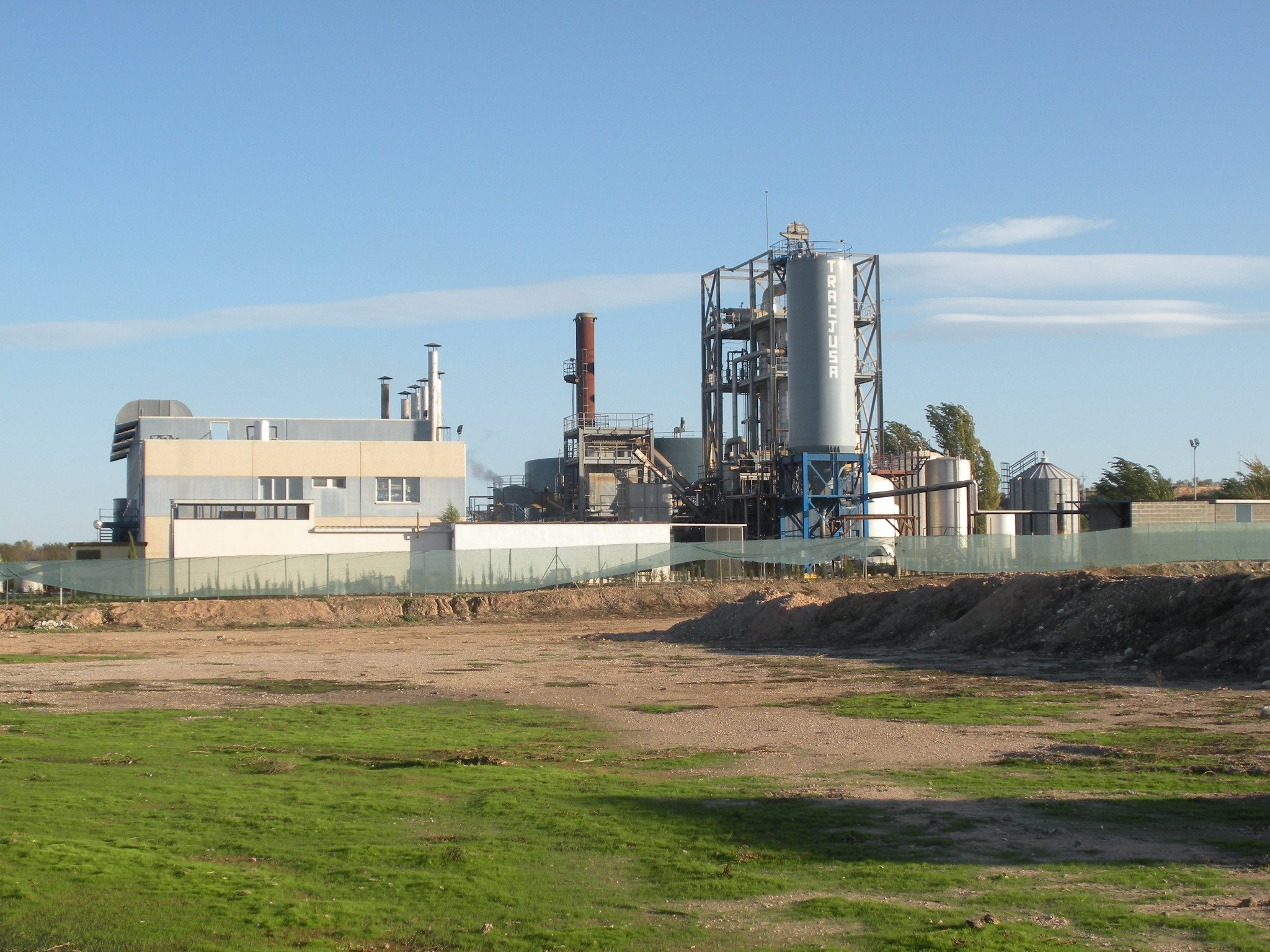
Planta de tractament de purins

## Comunicacions

### Carreteres
- La N-240, que antigament creuava el poble, ara el voreja i comunica Juneda amb Lleida (19 km) i Tarragona (77 km)
- La LV-2001 comunica Juneda amb Torregrossa (3 km) i Mollerussa (10 km)
- La LV-7023 comunica Juneda amb Castelldans (8 km)
- A 4 km de la població per la N-240, concretament a la població veïna de Les Borges Blanques, hi trobem un accés a l'autopista AP-2 que permet comunicar Juneda amb Barcelona (145 km), i amb l'autopista AP-7.
- A 10 km de la població per la LV-2001, concretament a la població propera de Mollerussa, hi trobem un accés a l'autovia A-2 que permet comunicar Juneda amb diverses poblacions de la Plana de Lleida, la Catalunya central i Barcelona (145 km)

### Tren
- A la població hi tenen estació les línies de ferrocarril Lleida-Valls-Barcelona (Línia R13) i Lleida-Tarragona-Barcelona (Línia R14)

### Autobús
- Diverses companyies d'autobusos fan parada a Juneda, cosa que permet comunicar-la amb diversos pobles i ciutats.

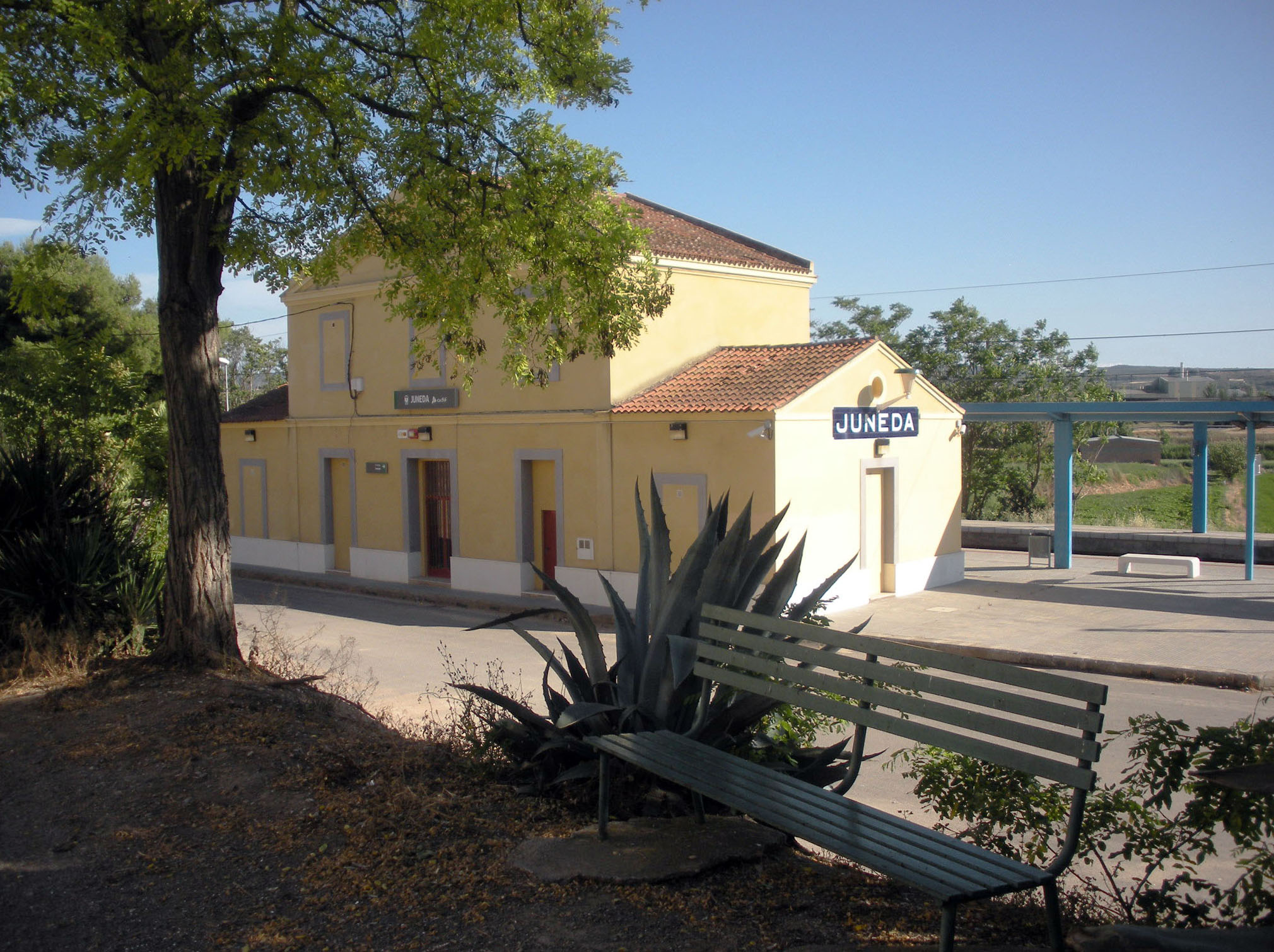
Estació de tren de Juneda

### Distàncies als aeroports
- Juneda – Aeroport de Lleida-Alguaire: 40 km
- Juneda – Aeroport de Reus: 76 km
- Juneda – Aeroport del Prat (Barcelona) : 144 km
- Juneda – Aeroport de Girona: 217 km

### Distàncies als ports
- Juneda – Port de Tarragona: 78 km
- Juneda – Port de Barcelona: 147 km

## Llocs d'interès paisatgístic
Un lloc ideal per passejar, fer esport, anar amb bicicleta, reposar sota l'ombra o buscar la tranquil·litat, és l'extens Parc de la Banqueta de la séquia Quarta del Canal d'Urgell, que des dels Nou Salts fins al Racó del Marca ens ofereix 8 km d'itinerari sota l'ombra i l'aixopluc de grans arbres autòctons amb vells racons de salts i meandres, degudament senyalitzats, i amb bancs per reposar-hi.
Al sud de la població el Canal principal d'Urgell marca el límit del regadiu amb el secà i és un altre itinerari recomanat, ja que per la seva banqueta, des de la Caseta del Tei i aigües avall s'hi troben agradables salts d'aigua tot vorejant els Masos  Miravall, Colom, Pinell, Vell, Concabella, etc. fins al Mas Roig, el més allunyat, amb les seves avingudes de plataners i l'emblemàtic embassament.

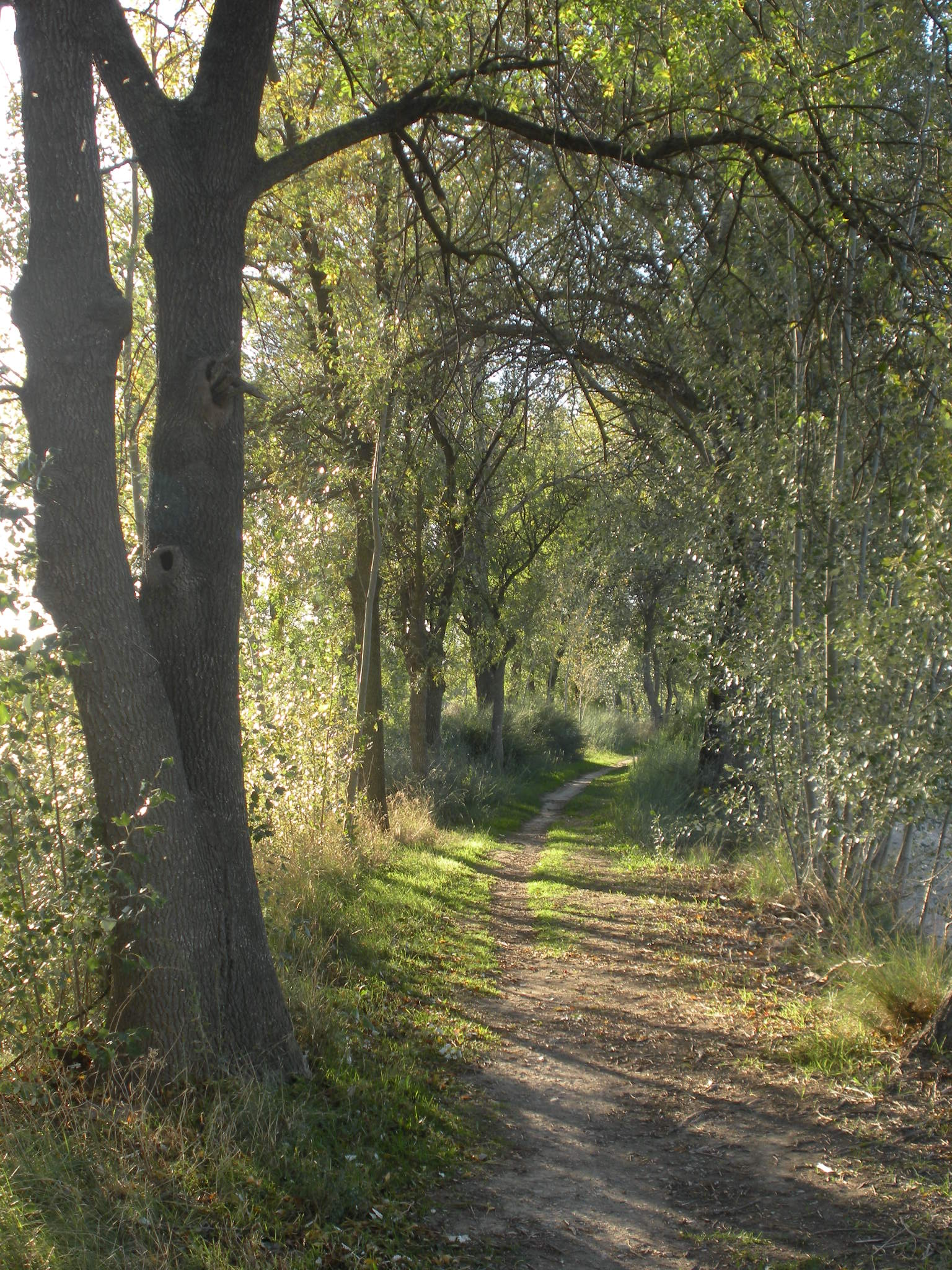
Parc de la Banqueta
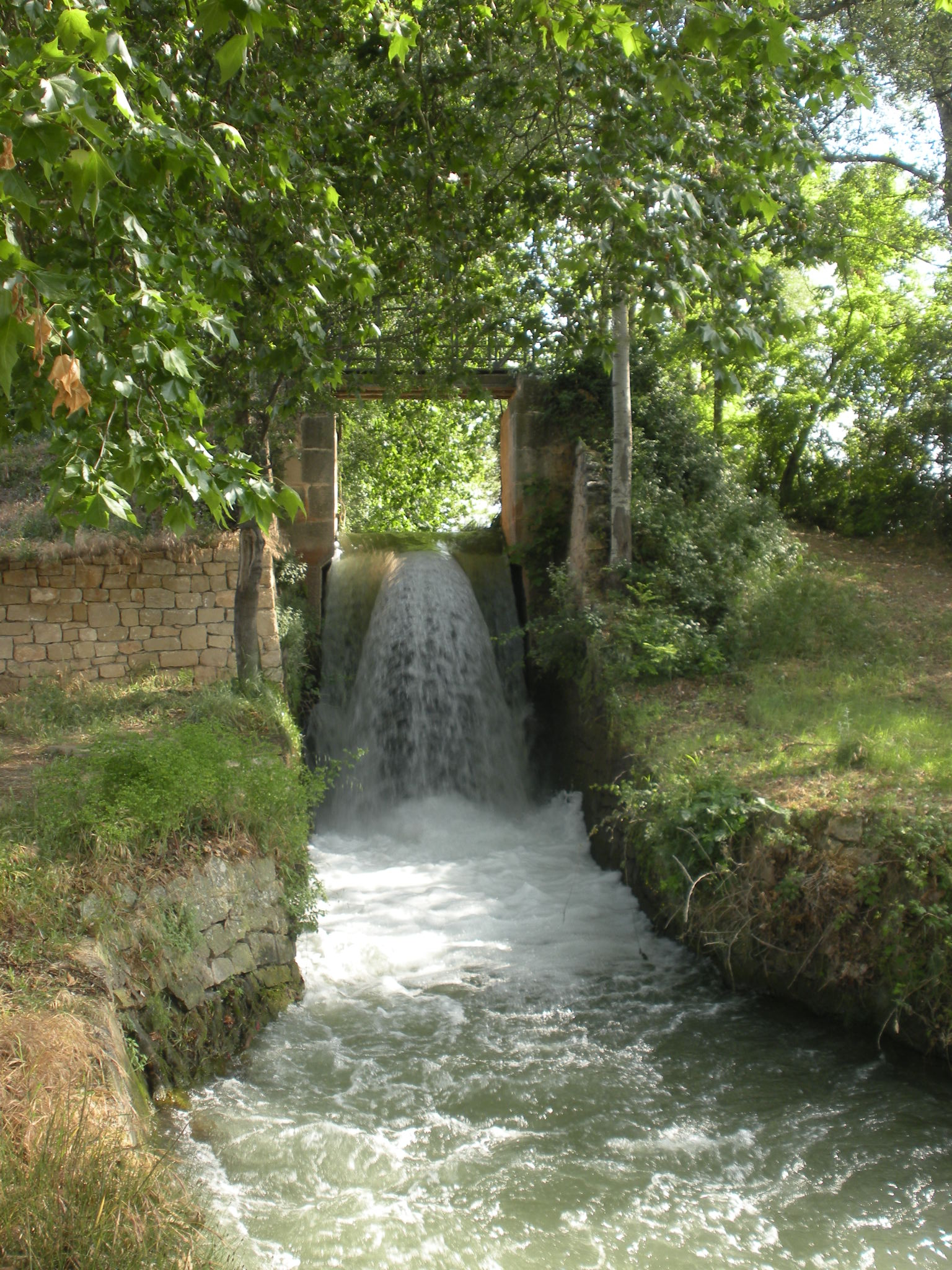
La segona màquina del Parc de la Banqueta
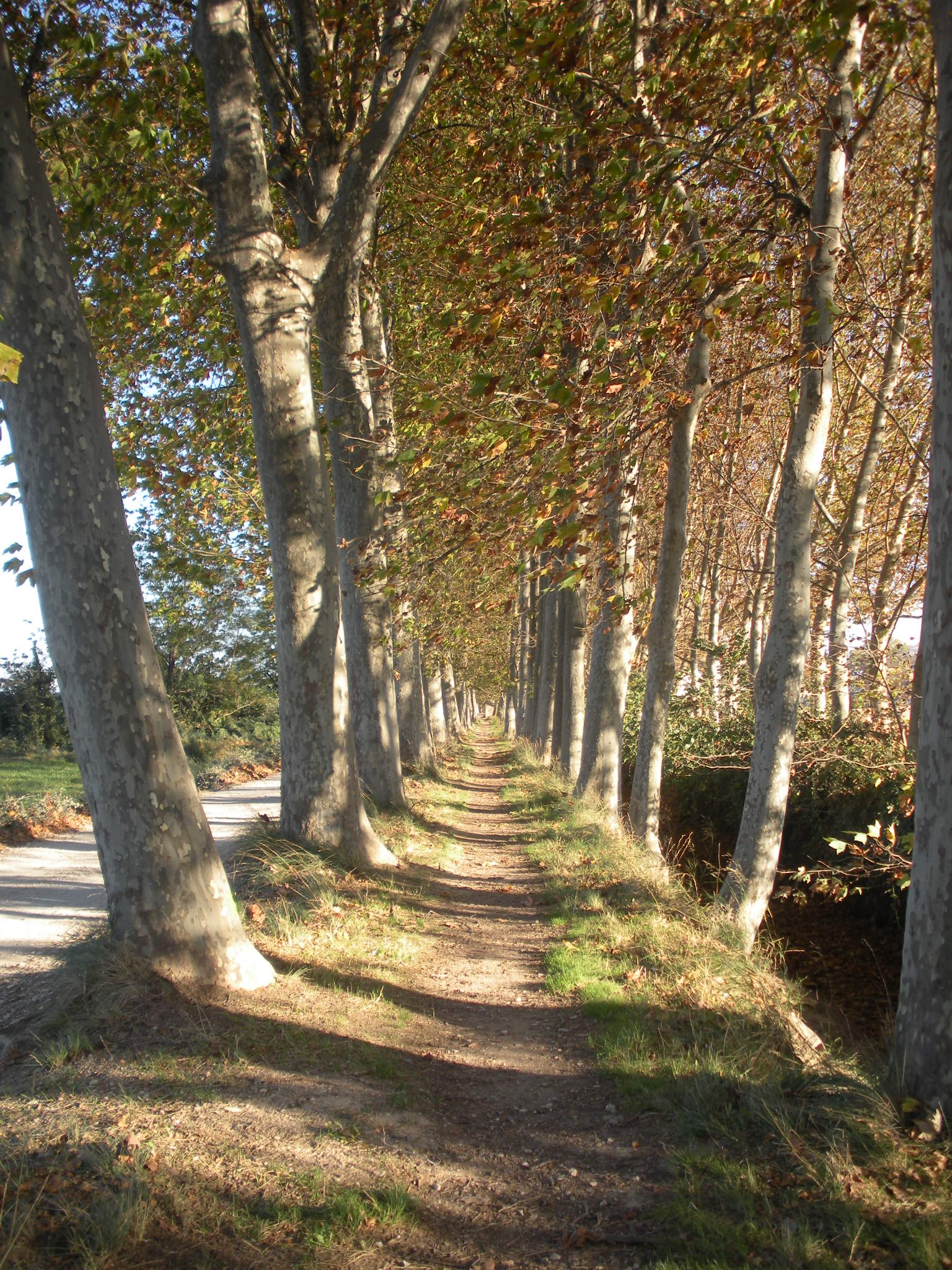
Parc de la Banqueta
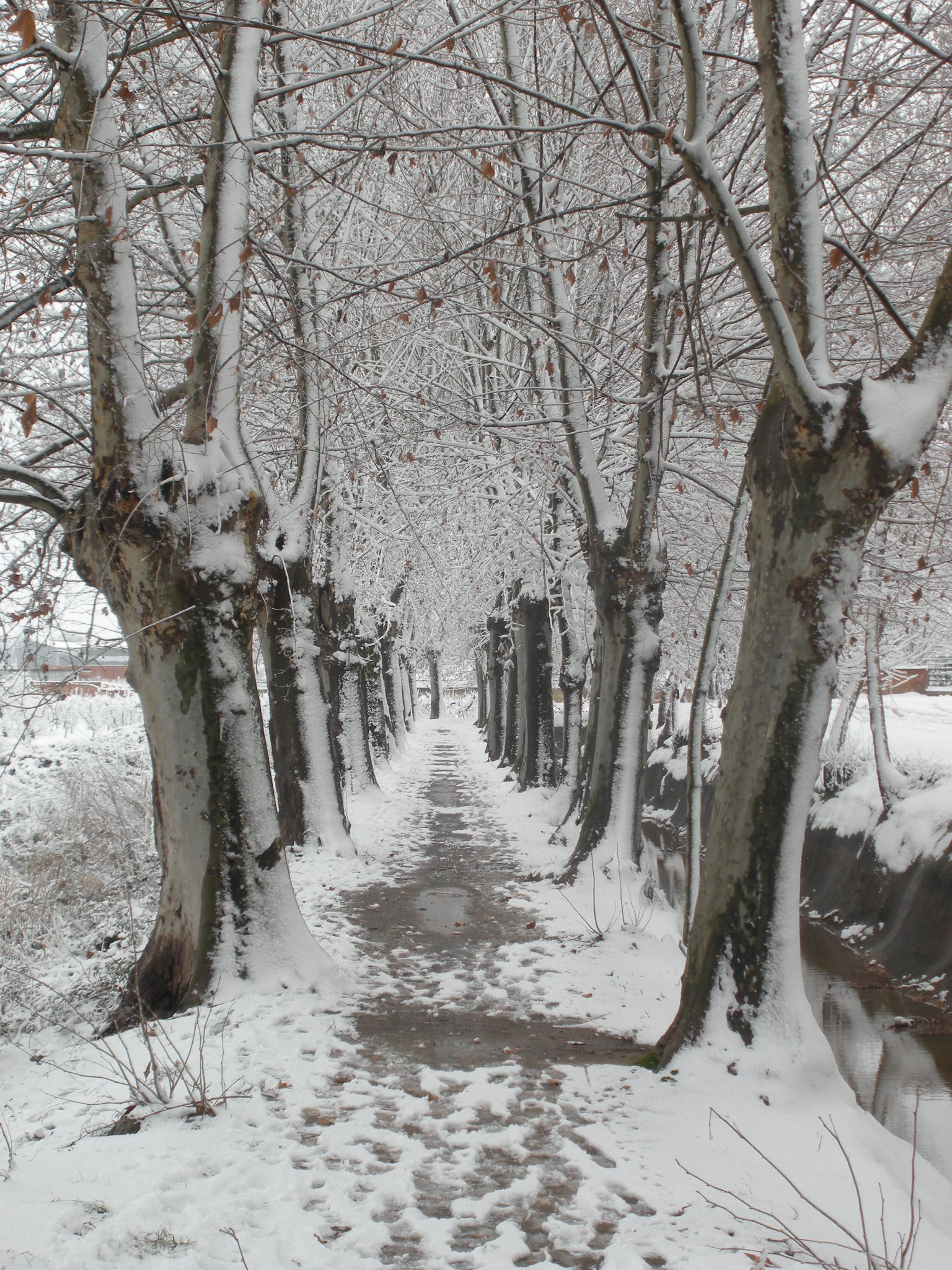
Parc de la Banqueta nevat

## Fires, festes i esdeveniments d'interès
Fires i Festes:
- Primavera Cultural (de març a juny)
- Cantada de Caramelles (dissabte i diumenge de Pasqua)
- Trobada de colles geganteres (primavera)
- Concurs de Cassoles de Tros de Juneda (primer diumenge de juny)
- Fira TastaVins Juneda (tercer dissabte de juny)
- Antifa Rock (juny)
- Aplec de la Sardana Vila de Juneda (primer diumenge de juliol)
- Balls d'estiu (diumenges de mitjans de juny a mitjans de setembre)
- Nits a la Fresca. Preludi de Festa Major (agost)
- Festa Major (darrer cap de setmana d'agost)
- Trofeu ciclista Vila de Juneda (dilluns de Festa Major)
- Ruta Transbessons en BTT (primer diumenge d'octubre)
- Premi[4] de poesia Joan Duch Arqués (tardor: octubre-novembre)
- Festa de la Música (Santa Cecília: novembre)

Esdeveniments d'interès:
- Mercat setmanal: tots els dijous al matí a la plaça Catalunya

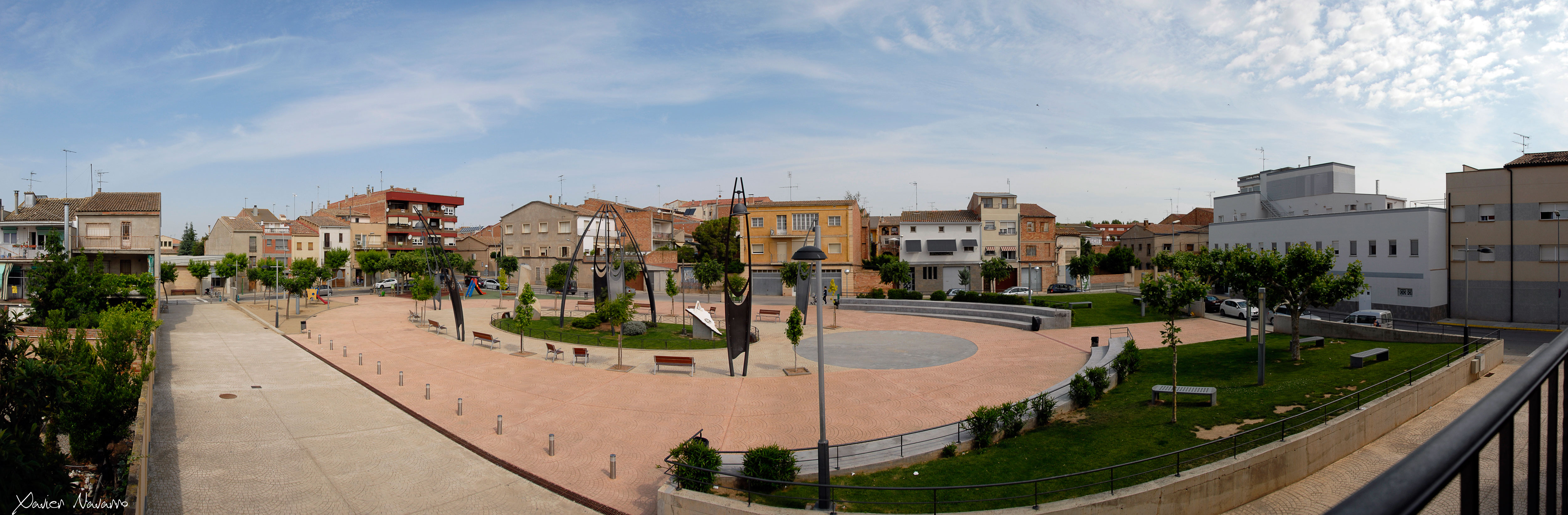
Vista panoràmica de la plaça Catalunya de Juneda - Foto: Xavier Navarro

## Entitats i associacions
Juneda ha forjat un fort teixit d'entitats, associacions, equipaments i serveis que li donen vida i projecció amb les seves activitats i iniciatives. Els centres d'ensenyament i de trobada (escola de primària CEIP Manuel Ortiz, escola d'infants municipal L'Escoleta, escola municipal de música Rosa Farràn, Camp d'Aprenentatge Granja Escola Les Obagues, granja escola La Manreana), els equipaments esportius (piscines, camp d'esports, pavelló poliesportiu), culturals (museu etnològic i d'arqueologia, teatre Foment, complex cultural del Molí, biblioteca Joan Duch, casa dels gegants, revista i editorial Fonoll, emissora de ràdio municipal), de sanitat i per a la tercera edat (casal de la gent gran, residències municipal i privada) i una llarga llista de més de 50 entitats culturals, esportives i recreatives fan possible que Juneda sigui una vila capdavantera a la comarca i afronti amb optimisme els reptes del futur.

## Esports

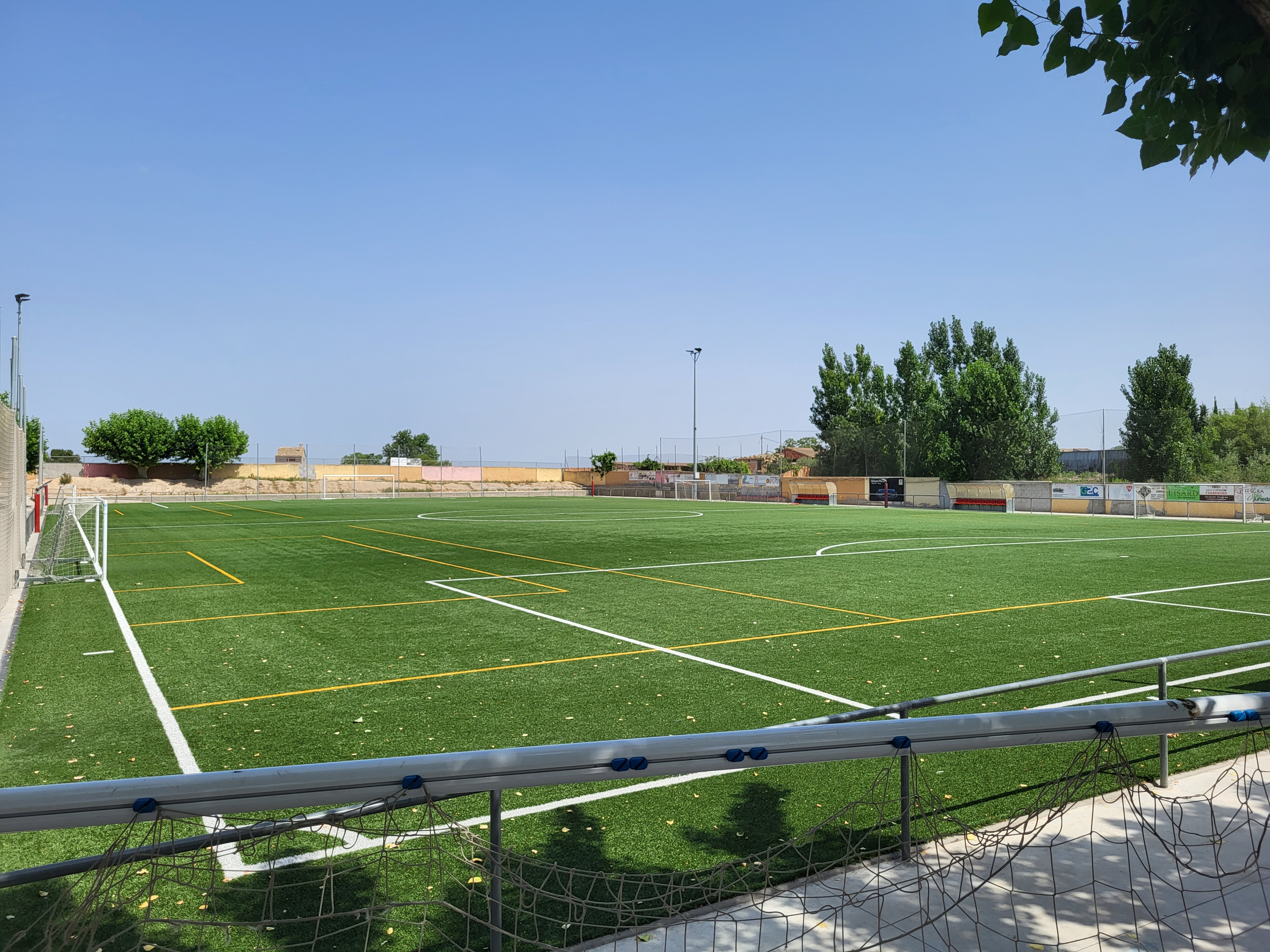
Camp de futbol de Juneda

La vila de Juneda ha estat sempre una població que ha estat molt vinculada a la pràctica esportiva. Tenint en compte el gran dinamisme i participació dels seus ciutadans, podem trobar-hi una oferta esportiva d'allò més variada a l'hora de practicar un esport i/o gaudir-ne simplement com a espectador, ja que existeixen fins a més de deu clubs esportius diferents, alguns d'ells amb molts anys d'història a les seves espatlles, que competeixen en diverses disciplines esportives diferents, essent les següents:
- Futbol: Club Futbol Juneda i Escola de Futbol Intercomarcal
- Hoquei sobre patins: Club Hoquei Juneda
- Tennis: Club Tennis Juneda
- Pàdel: Pàdel Juneda
- Ciclisme: Club Ciclista Colla La Pedalada
- Patinatge: Secció de Patinatge del Club Hoquei Juneda
- Escacs: Club Escacs Juneda
- Karting: Zona karting, Circuit de Juneda
- Paintball: Paintball Miravall[8]

## Gastronomia

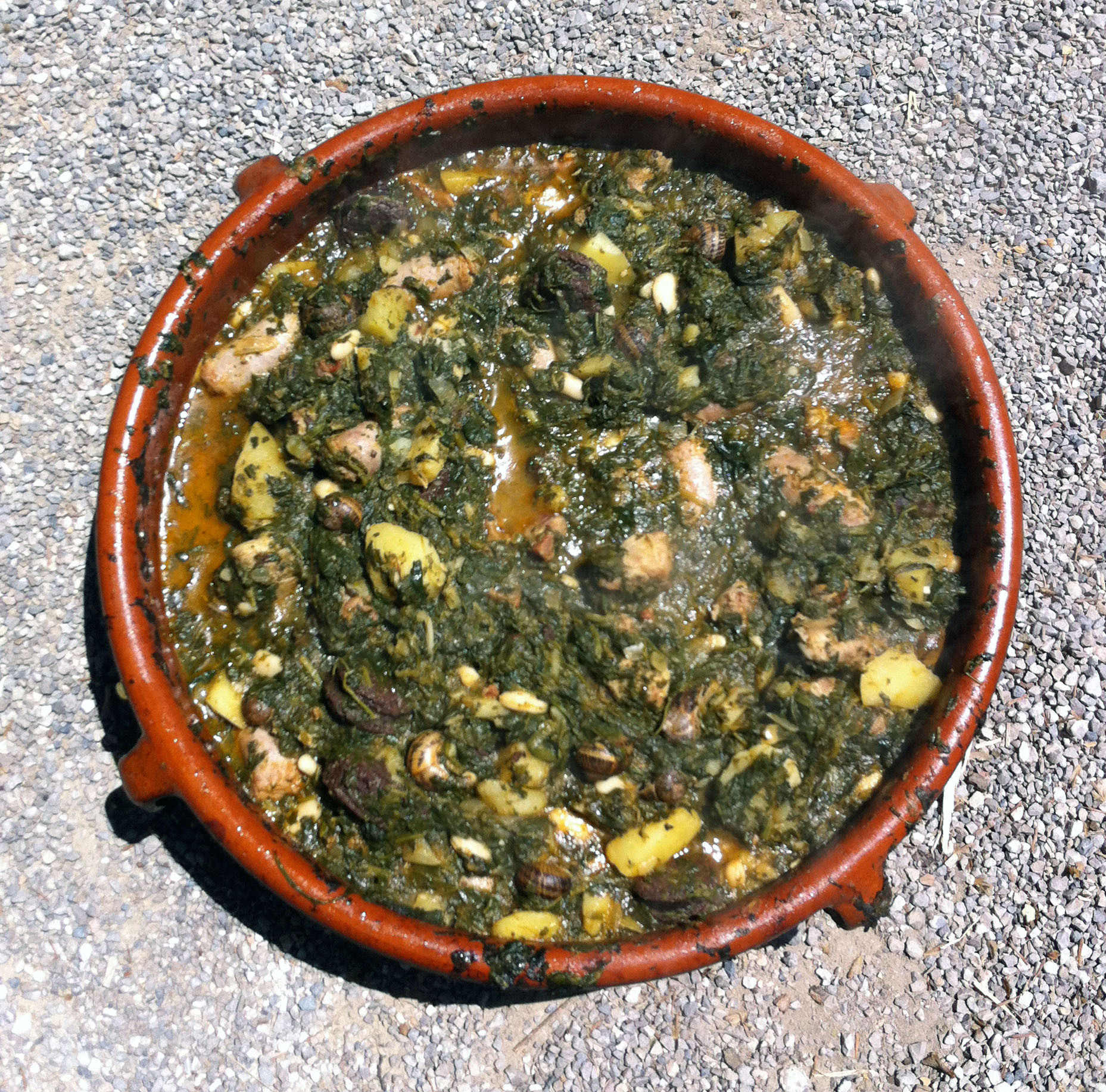
Cassola de Tros de Juneda

Un menjar típic de la vila és la Cassola de tros de Juneda, la qual és molt coneguda dins la gastronomia catalana.
L'origen de la Cassola de tros ve dels temps en què els pagesos no disposaven dels medis d'automoció actuals i treballaven al camp de sol a sol. A conseqüència d'això s'havien d'endur els aliments de casa per dinar allí mateix, on s'aplegaven amb els veïns de les finques properes i feien una cassola amb els productes que portaven de casa i els ingredients que podien trobar a l'hort. D'aquí van sorgir les primeres maneres de cuinar la Cassola de tros, amb gran varietat d'ingredients i on cadascú tenia la seva pròpia recepta. Avui en dia es poden diferenciar dos tipus de Cassola de tros segons els productes de temporada, la d'hivern i la d'estiu. La d'hivern és amb espinacs i patates i la d'estiu és més ensamfainada, amb ceba, pebrot i albergínia, encara que la majoria de cassolaires fan una recepta mixta. Cal recordar que la Cassola de tros de Juneda només s'elabora amb carn de porc i sobretot utilitzant una cassola de fang, el tres peus i la llenya.
Com s'ha fet esment anteriorment, a Juneda s'organitza des de 1979 el Concurs de Cassoles de Tros, que se celebra el primer diumenge de juny, i que des de finals de 2018 forma part del Catàleg del Patrimoni Festiu de Catalunya Arxivat 2019-09-27 a Wayback Machine..

## Política

### Eleccions municipals de 2023
| Cens electoral | Regidors | Votants | % Votants | Abstenció | % Abstenció | Vots en blanc | % Vots en blanc | Vots nuls | % Vots nuls |
| -------------- | -------- | ------- | --------- | --------- | ----------- | ------------- | --------------- | --------- | ----------- |
| 2295           | 11       | 1491    | 64,96     | 804       | 27,46       | 51            | 3,56            | 60        | 4,02        |

| Partit Polític  | Vots | %Vots/Valids | Regidors |
| --------------- | ---- | ------------ | -------- |
| Impulsem Juneda | 812  | 53,38        | 6        |
| Juneda Per Tu   | 376  | 26,20        | 3        |
| PSC             | 240  | 16,84        | 2        |

## Bandera

Bandera de Juneda

La bandera oficial de Juneda té la següent descripció:
Bandera apaïsada, de proporcions dos d'alt per tres de llarg, vermella, amb l'arbre arrencat groc de l'escut, d'alçària 13/20 de la del drap i amplària 7/30 de la llargària del mateix drap, al centre, i amb dues barres grogues paral·leles, cadascuna de gruix 1/16 de l'alçària del drap, la primera posada des del punt de la vora superior situat a 7/30 de la vora de l'asta, fins al punt de l'asta situat a 7/20 de la superior, i la segona des del punt de la vora inferior situat a 7/30 de la del vol, fins al punt de la del vol situat a 7/20 de la inferior.
Va ser aprovada el 21 de maig de 2008 i publicada en el DOGC el 5 de juny del mateix any amb el número 5146.